# 堆肥化
堆肥化（たいひか）とは、人の手によって堆肥化生物にとって有意な環境を整え、堆肥化生物が有機物（主に動物の排泄物、生ゴミ、汚泥）を分解し、堆肥を作ることである。分解は主に微生物によって行われる。コンポスト化 (composting) とも呼ばれる。
定義によれば「生物系廃棄物をあるコントロールされた条件下で、取り扱い易く、貯蔵性良くそして環境に害を及ぼすことなく安全に土壌還元可能な状態まで微生物分解すること」である (Goluke, 1977)。あるコントロールされた条件下とは、堆肥化を行う微生物にとって有意な環境を作ることを意味している。また、有機物分解が不完全な状態では肥料として様々な問題を持つ。この問題が解消されるまで分解を進めることが堆肥化である。

## 目的と意義

### 土壌への資源循環
植物は窒素、リン、カリウムなどを土壌中から吸収し、取り出してしまう。これを土壌中に還元するため堆肥化は有効である。

### 不安定有機物の安定化
反応を起こしやすい物質を不安定物質という。有機廃棄物は大量の酸素を消費して分解をおこす不安定物質である。もしも、有機物の分解が不十分なまま土壌中に施肥された場合、土壌中で有機物の分解が起こり土壌酸素が消費される。それによって土壌は酸素欠乏を起こし、作物や土壌生態系に大きな打撃を与える。これを防ぐため、有機廃棄物を安全に土壌還元可能なレベルまで分解をすることが堆肥化の目的の一つである。

### 細菌､害虫､雑草種子の不活性化
条件さえ整えば、堆肥化の過程で温度は70°C前後まで上昇する。この温度上昇によって、病原細菌、病虫卵、ウイルス、雑草種子などの大部分が不活性化され、衛生的な堆肥ができる。

### 原料の汚物感の解消
動物の排泄物、残飯、汚泥は独特の汚物感や臭気を持つ。これは堆肥化によって著しく減少する。

### ゴミの減量
排出される生ゴミのほとんどは水分である。このため、清掃工場で生ゴミを焼却処理する場合、水分を蒸発させるために大量のエネルギーを要し、焼却温度の低下それによるダイオキシンの発生、もしくは焼却温度を維持するため大量のエネルギーが浪費される。堆肥化によってゴミとしての排出が抑えられ、あるいは堆肥として利用されずに排出されてもこの問題は解消される。

### 生分解性プラスチックの分解
生分解性プラスチックは、通常の土壌中では分解が起こりにくい。なぜなら、土壌中に埋めるなど通常の操作では微生物活性が低いためである。そこで生分解性プラスチックを堆肥化のように微生物活性が高い状態下におけば、分解がスムーズに行われる。

### 堆肥の生成
堆肥化はその言葉が示す通り堆肥を作ることである。堆肥は土壌状態を様々な面で改善し、作物の生育を助ける。これに関しては堆肥の項目が詳しい。

## 環境因子
有機廃棄物の分解を促進するためには、堆肥化微生物にとって有意な環境を作ることが肝要である。その主な環境因子は、酸素、水、温度、原料pH、C/N比の五つであり、どれか一つでも不十分なものがあれば適正な堆肥化は行われない。また、これらは互いに大きく影響し合っている。
酸素
有機物の分解は主に大量に酸素を消費する好気性微生物によって行われる。そのため、堆肥原料中の酸素は大量に消費されるため、堆肥原料に酸素を供給することが重要になる。仮に原料に酸素が供給されないと、嫌気性微生物が増殖する。嫌気性微生物は、好気性微生物の呼吸代謝による有機物分解とは異なり、主に発酵代謝で有機物を分解する。発酵代謝は、分解速度の低下、温度上昇の抑制、酢酸や酪酸などの酸の生成による原料pHの低下、悪臭源の生成などを行うため、嫌気性微生物は堆肥化には不向きである。そこで好気性微生物が増殖しやすいように、ワラなどを混合し通気性の確保や、送風による通気（強すぎると温度が下がってしまうので注意）、切返しなど原料混合による酸素供給と通気性の確保を行う必要がある。また、堆肥原料の水分量（含水率）が多くても、原料の通気性が確保されず酸素が供給しにくい。堆肥原料の粒度が大きい場合も粒の内部まで酸素が到達せず、内部の分解が十分に行われない。
水
微生物は水の中で生息し増殖する。そのため、基本的には原料の水分量（含水率）は高い方が良い。しかし、水分量が多いと通気性の確保が難しくなってしまうため、水分量を多くしすぎると結果的に分解速度が低下してしまう。一般的には含水率50 - 60%w.b.が良いと言われている。適正な含水率に保つため、水分が少ない場合は加水を行い、水分が多い場合はワラなどの副資材の混合や加熱によって含水率の調整を行う。特に牛糞など高含水率の原料は機械的に圧力を加えて搾り、固液分離を行う場合もある。
温度
堆肥化が活発に行われる温度帯は二つあり、これには2種類の微生物群が関係している。一つは中温域 (30 - 50°C) で活性が持つ中温菌群。活性のピークは40℃前後にある。もう一つは高温域 (50 - 65°C) で活性を持つ高温菌群。活性のピークは60°C前後にある。分解の速度は高温域の方が高く、衛生面からも高温域まで温度を上昇させ病原細菌、病虫卵、ウイルス、雑草種子を不活性化を行う。アメリカ環境保護庁では55℃以上の温度に3日間以上さらすことを求めている。コンポスターや堆肥化施設で堆肥化を行う時、加熱を行い強制的に温度を上げる場合がある。加熱を行わない場合は、堆肥を堆積させ堆肥による断熱を行うと高温域まで温度が上昇しやすい。また、温度が順調に上昇を行わない場合は、他の環境因子が適切でない可能性がある。ここから、温度は堆肥化が適切に行われているかを調査する指標の一つになっている。
原料pH
pHが約5以下になると分解がほとんど止まり、pHの上昇と共に大きくなりpH約9で最大となる。pHを変化させる要因は、酸性の場合、嫌気状態によって嫌気性微生物が乳酸や酢酸の酸を作ることである。アルカリ性に傾く場合は、良好な堆肥化が起きている時である。乳酸や酢酸は分解され、またタンパク質はアルカリ性であるアンモニアに分解されるためアルカリ性になる。大規模な堆肥化処理施設では、原料に消石灰を混合したり、完全に堆肥化されアルカリ性になった堆肥を混合したりして、強制的にアルカリ性にする場所もある。
C/N比
C/N比とは、原料中の炭素量（化学記号 C）を窒素量（化学記号 N）で割ったものである。微生物活性は体構成物質に必要な養分に左右される。その養分の中で、炭素と窒素の割合が最も微生物活性に影響を与える。一般的にはC/N比10 - 30で分解が速やかに行われる。都市ゴミなどの有機廃棄物はC/N比が高いに傾向にあるため、塩化アンモニウムや窒素分の多い副資材を混合し窒素量を増やしC/N比を適正にすることがある。また、原料のC/N比が高いと、C/N比の高い堆肥が作られる。これを畑にそのまま施肥をしてしまうと窒素飢餓を起こす恐れがある。

## 化学的反応
原料中の有機物は、大きく分けると、炭水化物、脂肪、および蛋白質になる。これらが好気性微生物に分解されると最終的には以下の化学式で表せる。
炭水化物
炭水化物は Cm(H2O)n と表せる。そして、酸化分解され最終的には二酸化炭素と水になる。
Cm(H2O)n + m O2 → m CO2 + n H2O
脂肪とタンパク質
脂肪やタンパク質は次式のように酸化分解し、二酸化炭素、水、アンモニアを放出しながら徐々に分子量の小さな物質になる。
CxHyNzOp + a O2　→　CuHvNwOq + b CO2 + d H2O + e NH3
脂肪とタンパク質の分解で生じたアンモニアが水と反応して水酸化物イオンが生じ、堆肥原料をアルカリ性にする。
NH3 + H2O → NH4+ + OH−
硝化
アンモニアは好気性微生物の硝化菌によって硝酸塩に酸化される。硝酸塩は植物の養分であり、最も使いやすい窒素源である。
まず亜硝酸菌によってアンモニウムイオンが亜硝酸塩に酸化される。
NH4+ + 3/2 O2 → NO2− + H2O + 2 H+
次に硝酸菌によって、亜硝酸塩は硝酸塩に酸化される。
NO2− + 1/2 O2 → NO3−
このような過程を経て土壌中に、窒素が固定される。
嫌気状態での反応
ここまでの反応は、好気性状態での反応である。嫌気性になると異なった反応が起こる。例えば糖の場合は次式のようになり、酢酸が生じる。酢酸は、水素イオンを放出し堆肥原料を酸性にしてしまう。
C6H12O6 → 3 CH3COOH
また、脱窒素反応が起こり、養分である硝酸塩も最終的には窒素ガスになってしまう。

## 堆肥化における発酵
本来、発酵とは微生物がエネルギーを得るためや自己増殖のために有機物を分解し、その過程でアルコール類や有機酸を生成する代謝の一種である。狭義には、嫌気性条件下での代謝を表す。しかし、堆肥化においては微生物による好気条件下での有機物分解も、文献などで広く発酵と呼ばれることから、この項目においては特に排除せずに使用する。

### 一次発酵
一次発酵とは、易分解性である低分子の有機物（糖類やアミノ酸）が分解される段階である。条件さえ整えれば、50 - 70℃まで温度が上昇する。その後、低分子の有機物が分解されるとともに、反応速度、温度ともに低下し収束する。この段階でも、堆肥として使用できる。

### 二次発酵
二次発酵とは、一次発酵で分解されなかった難分解性である高分子の有機物（リグニン、セルロース）が分解される段階である。また、アンモニアが硝酸へと硝化される。一次発酵と比較して、緩やかに分解が進む。

## 家庭での堆肥化
堆肥化を行うには、環境因子の項目にある因子を適正にすることが望まれる。しかし家庭でこれら全てを満たすことは難しいが、以下の項目に注意することで堆肥化が可能になる。
水分調整
生ゴミのほとんどは水分であり、水分量的には堆肥化に向かない。家庭での堆肥化がうまくいかない原因は、水分過多であることが多い。そこで、水分を少なくするため、出来る限り水分を切ることが望まれる。また、さらに落ち葉など乾燥した副資材を混合しても良い。逆に水分が少ないときは、加水を行うとよい。家庭用堆肥化容器の一種であるダンボールコンポストはこの水分調整が容易である。水分の目安は、堆肥を握って形が崩れない程度がよい。
切返し
堆肥に酸素を供給するため、できれば毎日、堆肥を混合（切返し）をすると良い。
破砕
大きいものは出来る限り小さくした方が堆肥化が早く進む。

## 生物相
有機物を直接分解する一次分解者、これを捕食する二次分解者、さらにその上の三次分解者と複雑な生物相を示している。また、間接的に微少生物の移動を助ける生物や土壌の物理状態を改善する生物もいる。
一次分解者は主にバクテリア、放線菌である。これらが、直接的に有機物を分解している。一次分解者を捕食する二次分解者として原生生物、線虫が発生し、それを捕食するササダニやトビムシが発生する。また、逆に嫌気性になると酵母などの嫌気性微生物が発生し、それを捕食するコナダニが出現する。分解の後期になると、アリ、ムカデなどの昆虫が現れ、二次分解者を捕食し、一次分解者の減少を防ぐ。直接は関係しないが、ハエは有機物を細かく分解するウジを生むと同時に、微生物の運搬にも役に立っており、ミミズは原料中の物理状態を改善する役割を持つ。
堆肥化の初期から中期は温度が30 - 60°Cと高温になることから、高温菌を中心とした特徴的な菌相が出来上がる。また、高温のおかげで病原菌などを不活性化できる。